# エティエンヌ＝ジュール・マレー

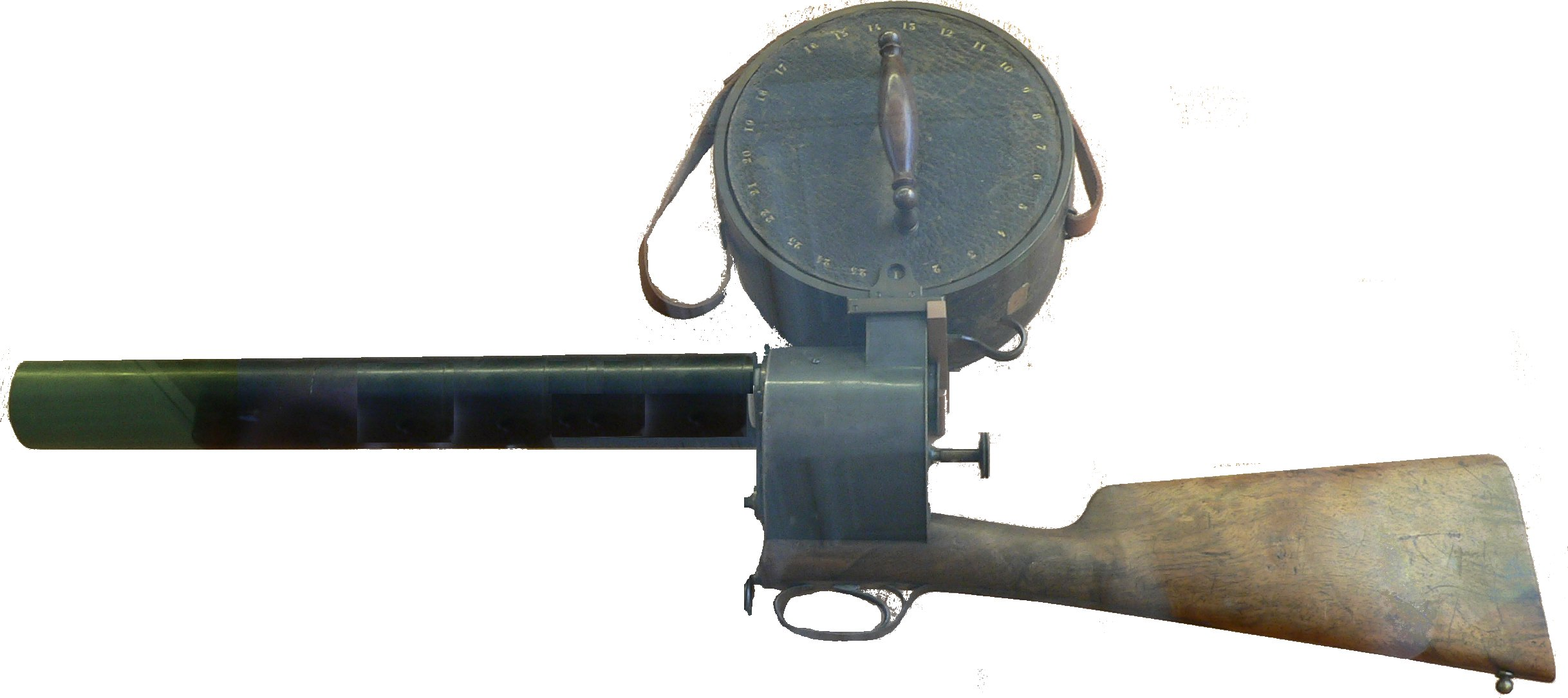
写真銃

エティエンヌ＝ジュール・マレー（Etienne-Jules Marey、1830年3月5日、ボーヌ - 1904年5月16日、パリ）はフランスの生理学者、医師。1867年からコレージュ・ド・フランスで教鞭を執った。
1882年、ライフル銃の形をした連続写真撮影機である写真銃を発明し、映画撮影機の原型となった。鳥の飛翔や人物の動きの連続写真を撮り、その動きを解析することで自らの研究に役立てた。

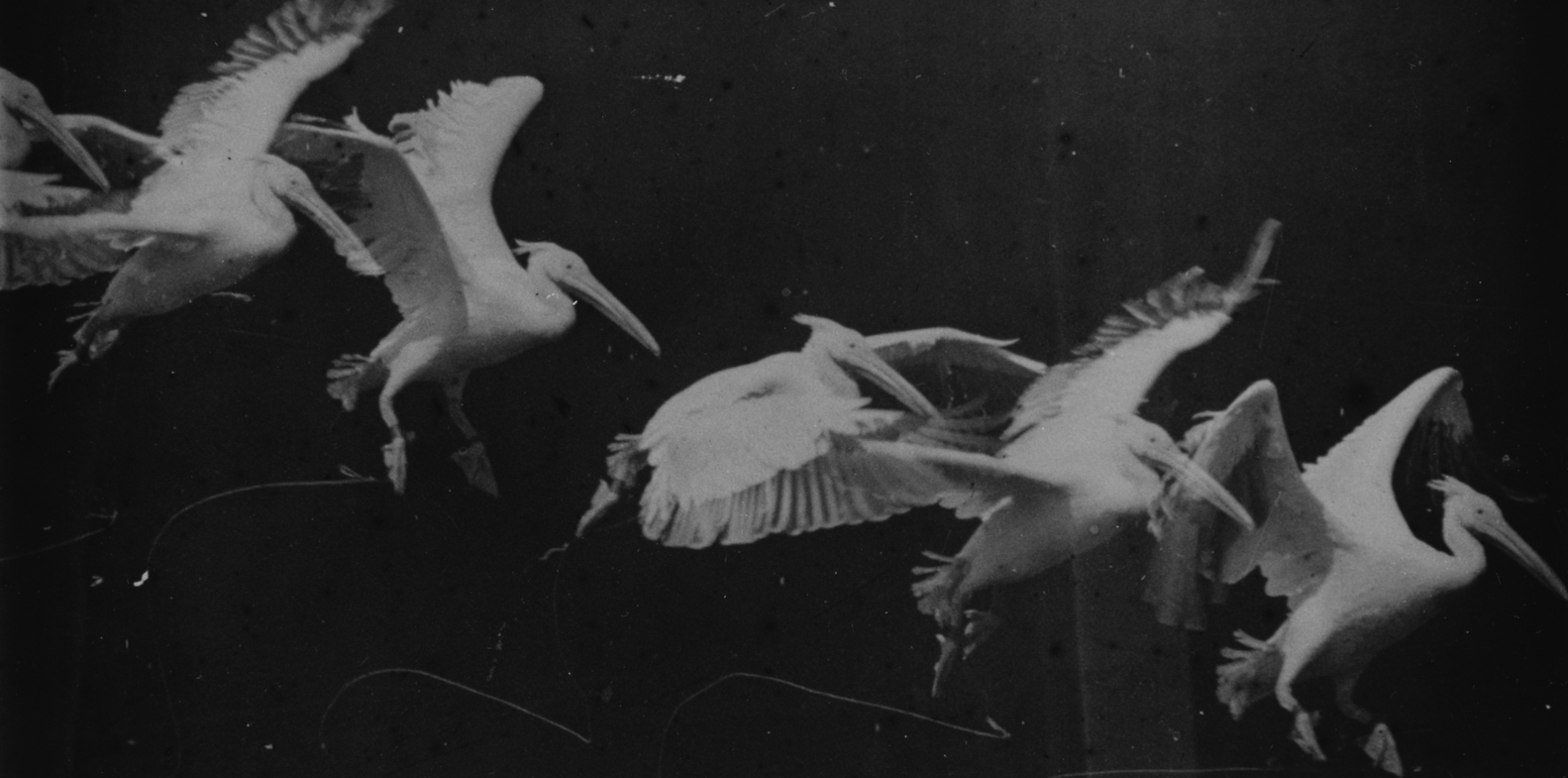
1882年頃マレーが捉えた飛翔するペリカン。彼は動作のいくつもの段階を一枚の写真に記録する方法を発見した。